# Вьерзи
Вьерзи́ (фр. Vierzy) — коммуна во Франции, находится в регионе Пикардия. Департамент коммуны — Эна. Входит в состав кантона Виллер-Котре. Округ коммуны — Суасон.
Код INSEE коммуны — 02799.

## Население
Население коммуны на 2010 год составляло 440 человек.
| 1962 | 1968 | 1975 | 1982 | 1990 | 1999 | 2010 |
| ---- | ---- | ---- | ---- | ---- | ---- | ---- |
| 587  | 497  | 434  | 376  | 354  | 386  | 440  |

## Экономика
В 2010 году среди 283 человек трудоспособного возраста (15—64 лет) 209 были экономически активными, 74 — неактивными (показатель активности — 73,9 %, в 1999 году было 72,4 %). Из 209 активных жителей работали 172 человека (106 мужчин и 66 женщин), безработных было 37 (15 мужчин и 22 женщины). Среди 74 неактивных 24 человека были учениками или студентами, 19 — пенсионерами, 31 были неактивными по другим причинам.